# Matematika na Slovenskem
Slovenska matematika ima dolgo tradicijo:
- Jurij Vega
- Franc Močnik
- Josip Plemelj
- Alojzij Vadnal
- Ivan Štalec

## Seznam knjig slovenskih matematikov v tujih jezikih
- Sandi Klavžar (Product graphs, soavtor Wilfried Imrich)
- Franc Močnik
- Bojan Mohar (Soavtor Carsten Thomassen)
- Marko Petkovšek (A = B, soavtorja: Herb Wilf, Doron Zeilberger)
- Josip Plemelj
- Dušan Repovš (matematik) (Nonlinear Analysis - Theory and Methods, Higher-Dimensional Generalized Manifolds: Surgery and Constructions, Partial Differential Equations with Variable Exponents: Variational Methods and Qualitative Analysis, Continuous Selections of Multivalued Mappings)
- Jurij Vega (Vorlesungen ueber die Mathematik)

## Pomembni dosežki slovenskih matematikov
Nekateri slovenski matematiki so ali so bili v odborih uglednih mednarodnih znanstvenih revij, med njimi:
- Vladimir Batagelj (Journal of Social Structure )
- Matej Brešar (Communications in Algebra)
- Josip Globevnik (Mathematica Balkanica)
- Dušanka Janežič (Journal of Chemical Information and Computer Sciences)
- Sandi Klavžar (MATCH)
- Dragan Marušič (Discrete Mathematics)
- Bojan Mohar (Journal of Graph Theory, Journal of Combinatorial Theory (B), MATCH)
- Marko Petkovšek (Annals of Combinatorics, Journal of Symbolic Computation)
- Dušan Repovš (matematik) (Advances in Nonlinear Analysis,Boundary Value Problems,Complex Variables and Elliptic Equations, Fixed Point Theory and Algorithms for Sciences and Engineering, Journal of Mathematical Analysis and Applications, Mediterranean Journal of Mathematics)
- Peter Šemrl (Linear Algebra and Its Applications )